# کارواکرول
کارواکرول (به انگلیسی: Carvacrol) با فرمول شیمیایی C10H14O یک ترکیب شیمیایی با شناسه پاب‌کم 10364 است. که جرم مولی آن 150.217 g/mol می‌باشد. 